# NGC 3818
NGC 3818 (другие обозначения — MCG -1-30-23, UGCA 243, PGC 36304) — эллиптическая галактика (E6) в созвездии Девы. Открыта Уильямом Гершелем в 1785 году.
Галактика является эллиптической, хотя выдвигалось предположение, что в её внутренних частях находится диск небольших размеров по сравнению с балджем. Показатель Серсика для этой галактики составляет около 3. В 2019 году в галактике наблюдалась вспышка сверхновой SN 2019yv. Характеристики галактики лучше всего объясняются возникновением её при крупном слиянии галактик, возраст галактики составляет 13,5 миллиардов лет, а средний возраст звёздного населения в ней — 8 миллиардов лет.
Этот объект входит в число перечисленных в оригинальной редакции «Нового общего каталога».